# Jewgienij Gołubiew

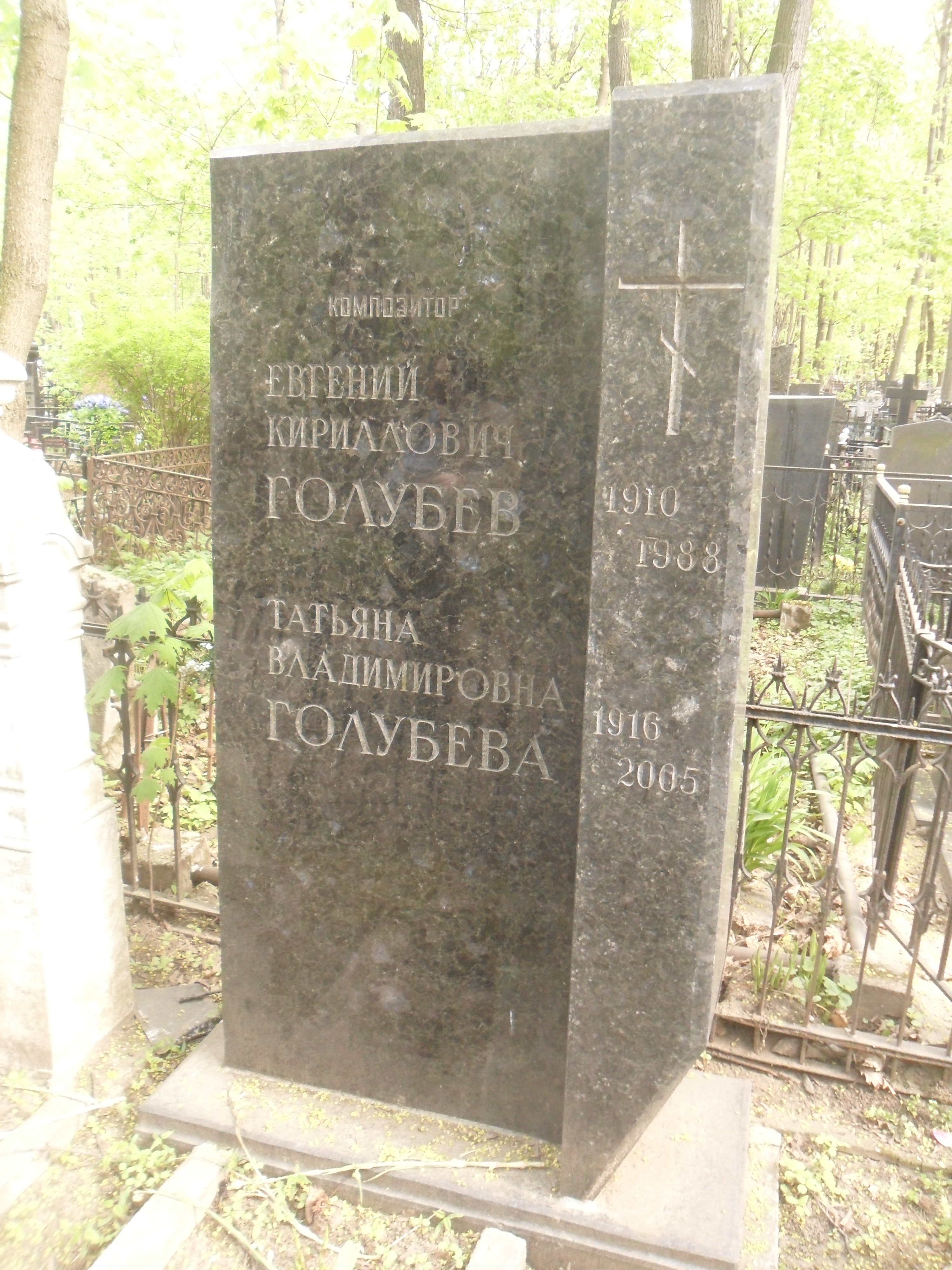
Grób Jewgienija Gołubiewa na cmentarz Wwiedieńskim w Moskwie

Jewgienij Kiriłłowicz Gołubiew (ros. Евге́ний Кири́ллович Го́лубев, ur. 3 lutego?/16 lutego 1910 w Moskwie, zm. 25 grudnia 1988 tamże)  – rosyjski i radziecki kompozytor i pedagog.

## Życiorys
W 1936 ukończył Konserwatorium Moskiewskie, gdzie studiował kompozycję pod kierunkiem Nikołaja Miaskowskiego, u którego robił również aspiranturę. W latach 1936–1940 był asystentem Miaskowskiego w Konserwatorium. W 1940 uzyskał tytuł docenta, w 1948 – profesora, a w latach 1956–1959 prowadził katedrę kompozycji  . 
Do grona jego uczniów należeli Andriej Eszpaj, Andrej Gołowin, Todor Popow, Alfred Sznitke, Tatjana Nikołajewa i inni  .
Komponował głównie muzykę instrumentalna, pozostając na gruncie tonalnego języka harmonicznego, często wykorzystując polifonię .
W latach 1936–1940 pracował również jako redaktor w Wydawnictwie Muzgiz w Moskwie . 